# Danh sách Tổng thống Ethiopia
Đây là danh sách Tổng thống Ethiopia và cũng là danh sách nguyên thủ quốc gia sau khi Đế quốc Ethiopia sụp đổ năm 1974.
Trước năm 1974, các nguyên thủ quốc gia của Đế quốc Ethiopia đều là Hoàng đế hoặc nhiếu chính. Từ cuộc đảo chính của Derg dẫn đến sự sụp đổ của đế quốc vào tháng 9 năm 1974 cho đến tháng 3 năm 1975, Derg coi thái tử Asfaw Wossen (sau này tên là Amha Selassie) là quốc vương (không phải hoàng đế) và là nguyên thủ quốc gia trên danh nghĩa - mà thái tử từ chối chấp nhận. Trong thời gian này, Chủ tịch Derg, các nhà lãnh đạo Derg, được coi là quyền nguyên thủ quốc gia. Vào ngày 21 tháng 3 năm 1975, chính quyền quân sự Derg bãi bỏ chế độ quân chủ và hoàn toàn tiếp quản. Cho đến khi thành lập Cộng hòa Dân chủ Nhân dân Ethiopia năm 1987, vẫn còn do các nhân vật Derg nằm quyền, các chủ tịch Derg được coi là nguyên thủ quốc gia – nhưng không phải là tổng thống. Sau sự sụp đổ của Derg và việc thành lập Chính phủ chuyển tiếp Ethiopia năm 1991, tổng thống trực tiếp đầu tiên (Meles Zenawi) được coi là Tổng thống lâm thời.
Kể từ khi chính thức thành lập chức vụ tổng thống vào năm 1987, đã có 6 tổng thống chính thức. Tổng thống là nguyên thủ quốc gia của Ethiopia. Tổng thống hiện tại là Taye Atske Selassie, được bầu vào ngày 7 tháng 10 năm 2024 bởi các thành viên của Quốc hội.

## Danh sách
Trong danh sách, các Chủ tịch Derg được coi là nguyên thủ quốc gia – nhưng không được coi là tổng thống. Do đó, việc đánh số bắt đầu với sự thành lập chức vụ tổng thống Ethiopia đầu tiên vào năm 1987.
| STT                                                                         | Chân dung | Tên (Sinh-Mất)                                                      | Nhiệm kỳ             | Nhiệm kỳ                       | Nhiệm kỳ            | Đảng (Liên minh)            | Bầu cử    |
| STT                                                                         | Chân dung | Tên (Sinh-Mất)                                                      | Bổ nhiệm             | Miễn nhiệm                     | Thời gian tại nhiệm | Đảng (Liên minh)            | Bầu cử    |
| --------------------------------------------------------------------------- | --------- | ------------------------------------------------------------------- | -------------------- | ------------------------------ | ------------------- | --------------------------- | --------- |
| • Derg (Chính phủ Quân sự Lâm thời Ethiopia xã hội chủ nghĩa) (1974–1987) • |           |                                                                     |                      |                                |                     |                             |           |
| –                                                                           |           | Trung tướng Aman Mikael Andom (1924–1974) Quyền nguyên thủ quốc gia | 12 tháng 9 năm 1974  | 17 tháng 11 năm 1974 (Từ chức) | 66 ngày             | Quân đội                    | —         |
| –                                                                           |           | Thiếu tá Mengistu Haile Mariam (1937-) Quyền nguyên thủ quốc gia    | 17 tháng 11 năm 1974 | 28 tháng 11 năm 1974           | 11 ngày             | Quân đội                    | —         |
| –                                                                           |           | Chuẩn tướng Tafari Benti (1921–1977)                                | 28 tháng 11 năm 1974 | 3 tháng 2 năm 1977†            | 2 năm, 67 ngày      | Quân đội                    | —         |
| –                                                                           |           | Trung tá Mengistu Haile Mariam (1937-)                              | 3 tháng 2 năm 1977   | 10 tháng 9 năm 1987            | 10 năm, 219 ngày    | Quân đội COPWE WPE          | —         |
| • Cộng hòa Dân chủ Nhân dân Ethiopia (1987–1991) •                          |           |                                                                     |                      |                                |                     |                             |           |
| 1                                                                           |           | Mengistu Haile Mariam (1937-)                                       | 10 tháng 9 năm 1987  | 21 tháng 5 năm 1991 (Từ chức)  | 3 năm, 253 ngày     | WPE                         | 1987      |
| –                                                                           |           | Tesfaye Gebre Kidan (1935–2004) Quyền                               | 21 tháng 5 năm 1991  | 27 tháng 5 năm 1991 (Hạ bệ)    | 6 ngày              | WPE                         | —         |
| • Chính phủ chuyển tiếp Ethiopia (1991–1995) •                              |           |                                                                     |                      |                                |                     |                             |           |
| –                                                                           |           | Meles Zenawi (1955–2012) Lâm thời                                   | 28 tháng 5 năm 1991  | 22 tháng 8 năm 1995            | 4 năm, 86 ngày      | TPLF (EPRDF)                | —         |
| • Cộng hòa Dân chủ Liên bang Ethiopia (1995–nay) •                          |           |                                                                     |                      |                                |                     |                             |           |
| 2                                                                           |           | Negasso Gidada (1943–2019)                                          | 22 tháng 8 năm 1995  | 8 tháng 10 năm 2001            | 6 năm, 47 ngày      | ODP (EPRDF) Không đảng phái | 1995      |
| 3                                                                           |           | Girma Wolde-Giorgis (1924–2018)                                     | 8 tháng 10 năm 2001  | 7 tháng 10 năm 2013            | 11 năm, 364 ngày    | Không đảng phái             | 2001 2007 |
| 4                                                                           |           | Mulatu Teshome (1957-)                                              | 7 tháng 10 năm 2013  | 25 tháng 10 năm 2018           | 5 năm, 18 ngày      | ODP (EPRDF)                 | 2013      |
| 5                                                                           |           | Sahle-Work Zewde (1950-)                                            | 25 tháng 10 năm 2018 | 7 tháng 10 năm 2024            | 5 năm, 348 ngày     | Không đảng phái             | 2018      |
| 6                                                                           |           | Taye Atske Selassie (1956-)                                         | 7 tháng 10 năm 2024  | Tại nhiệm                      | 164 ngày            | Không đảng phái             | 2024      |